# Paschalis Gratze
Paschalis Gratze (auch: Grace, * 27. November 1819 in Werden (Ruhr) als Theodor Wilhelm Gratze; † 30. April 1896 in Dingelstädt) war ein deutscher Orgelbauer, Kirchenplaner und Baumeister, der dem Franziskanerorden angehörte.

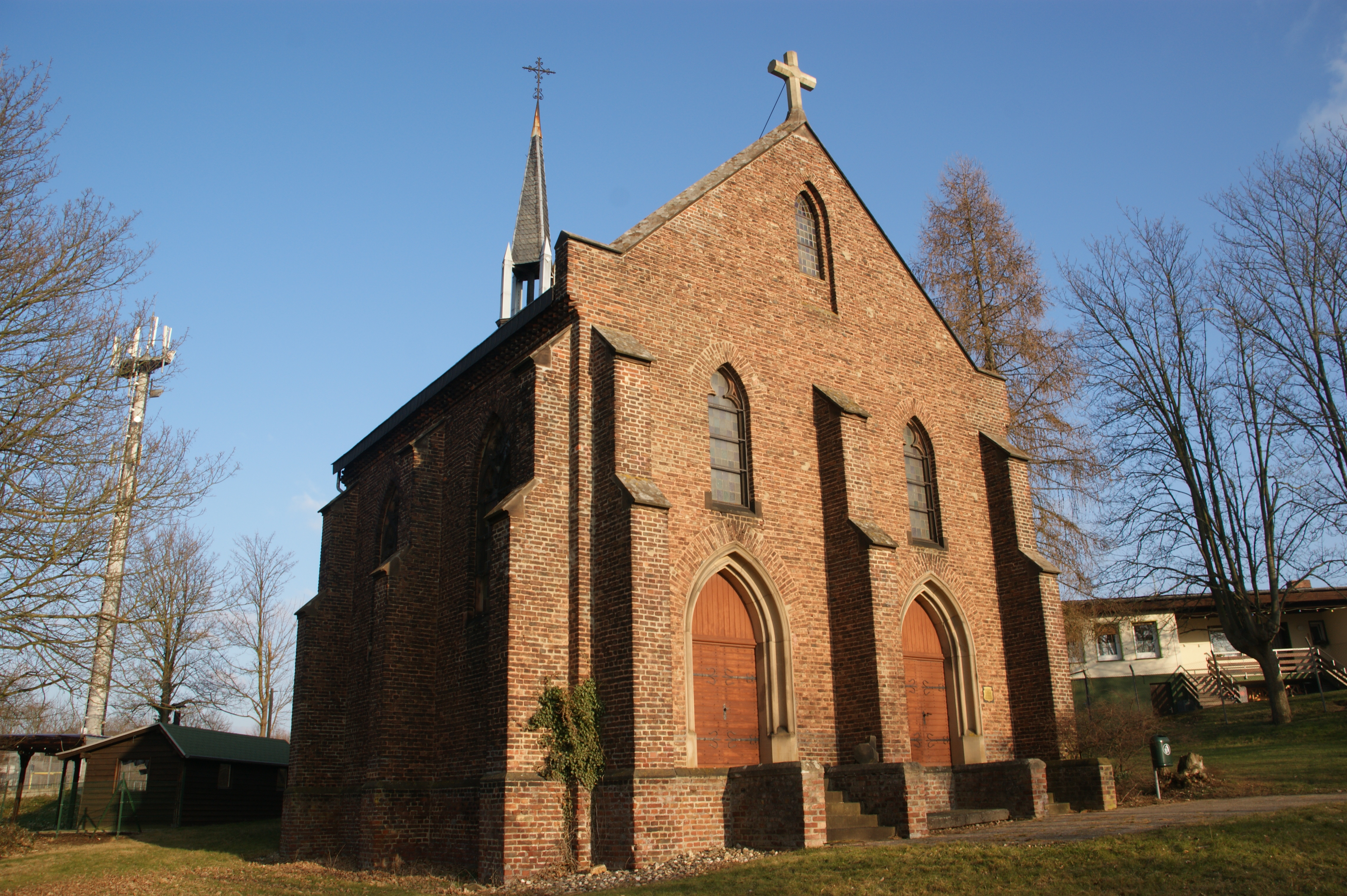
Donatuskapelle, Linz am Rhein

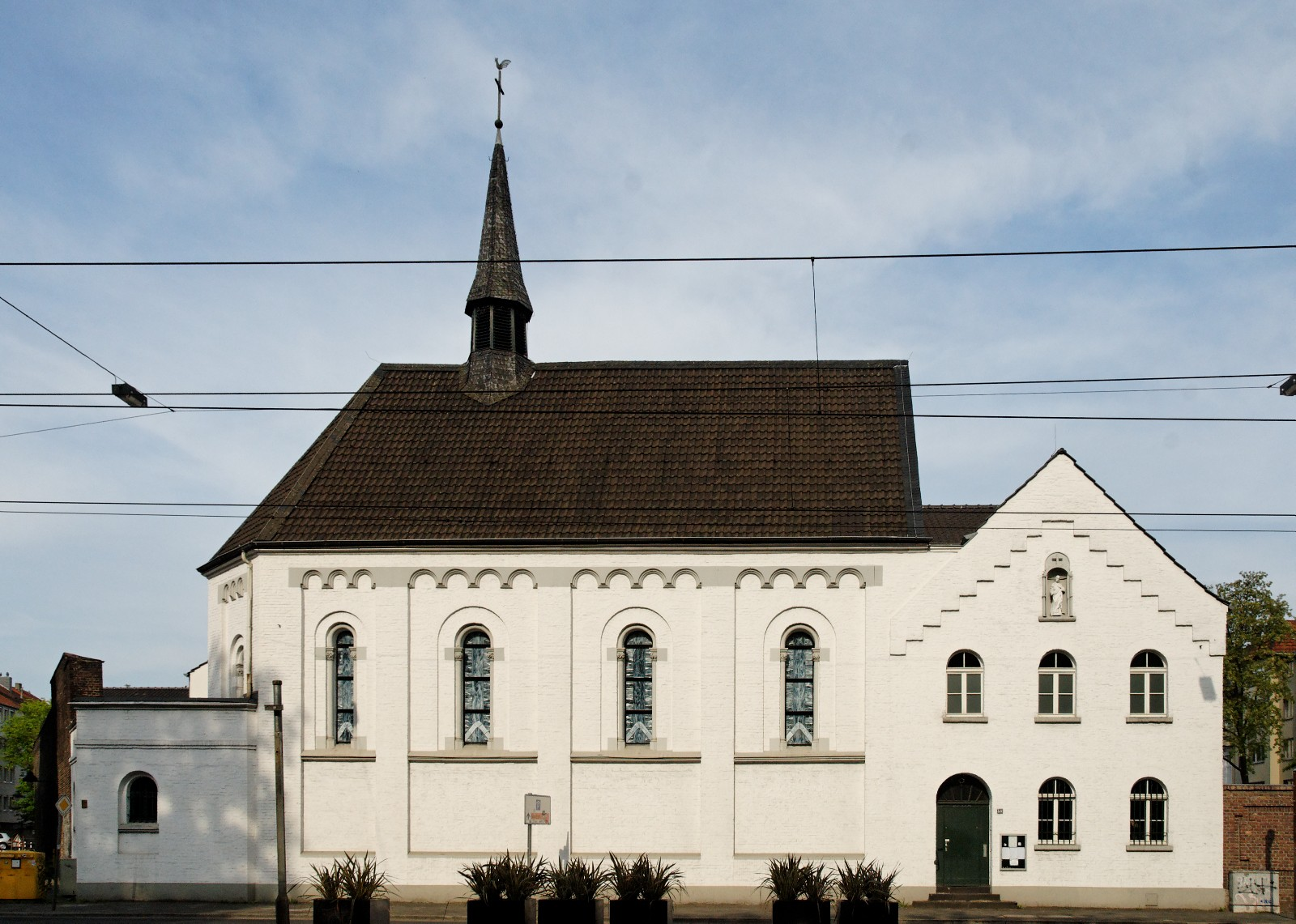
Herz-Jesu-Kloster, Düsseldorf

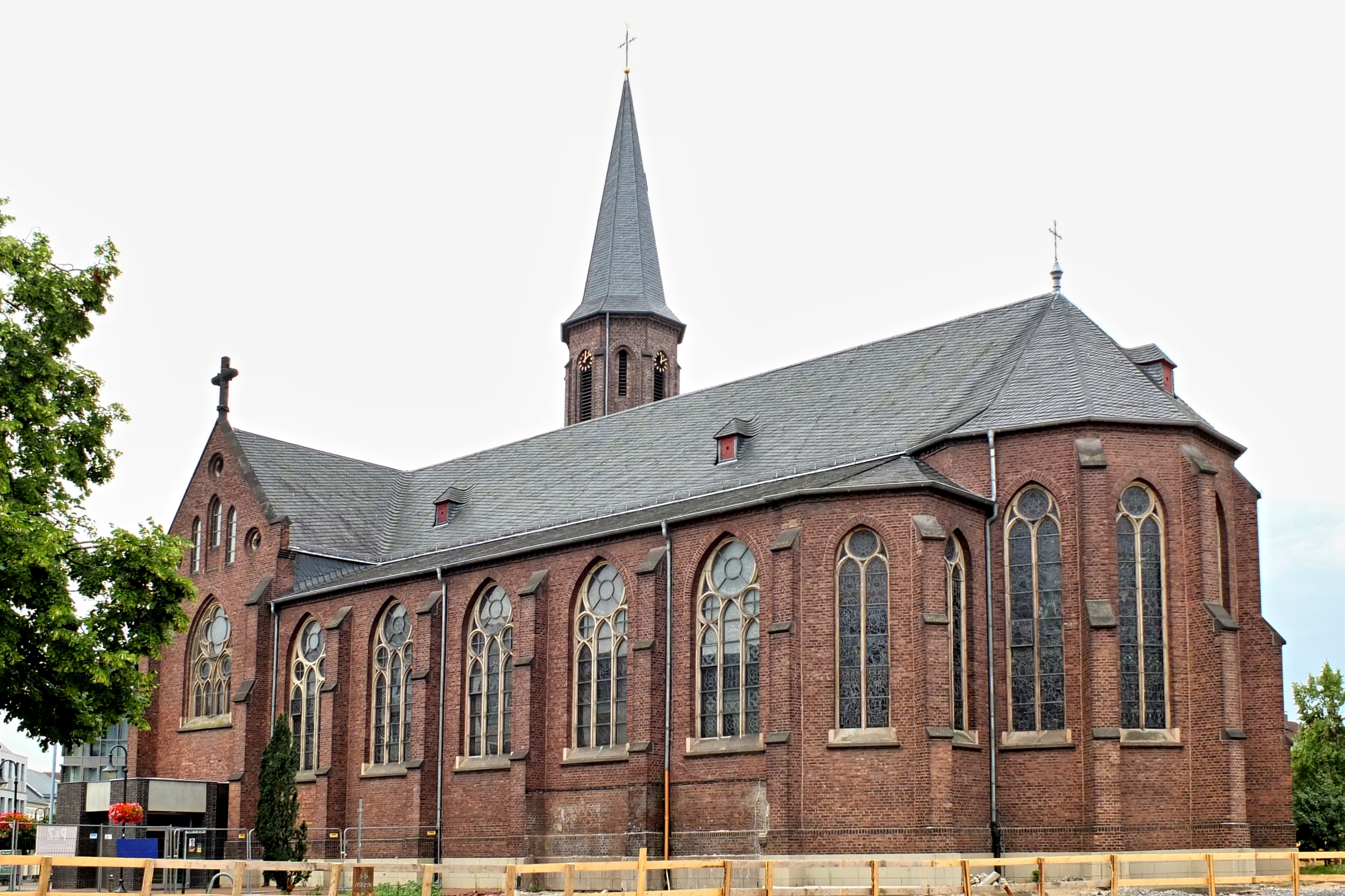
St.-Jacobus-Kirche, Hilden

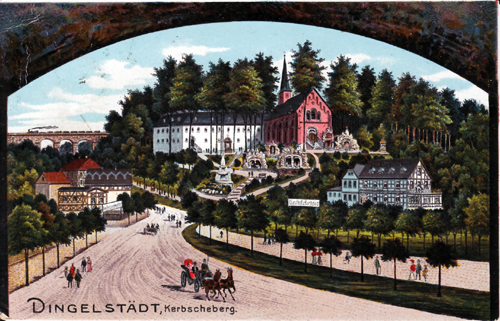
Franziskanerkloster Kerbscher Berg

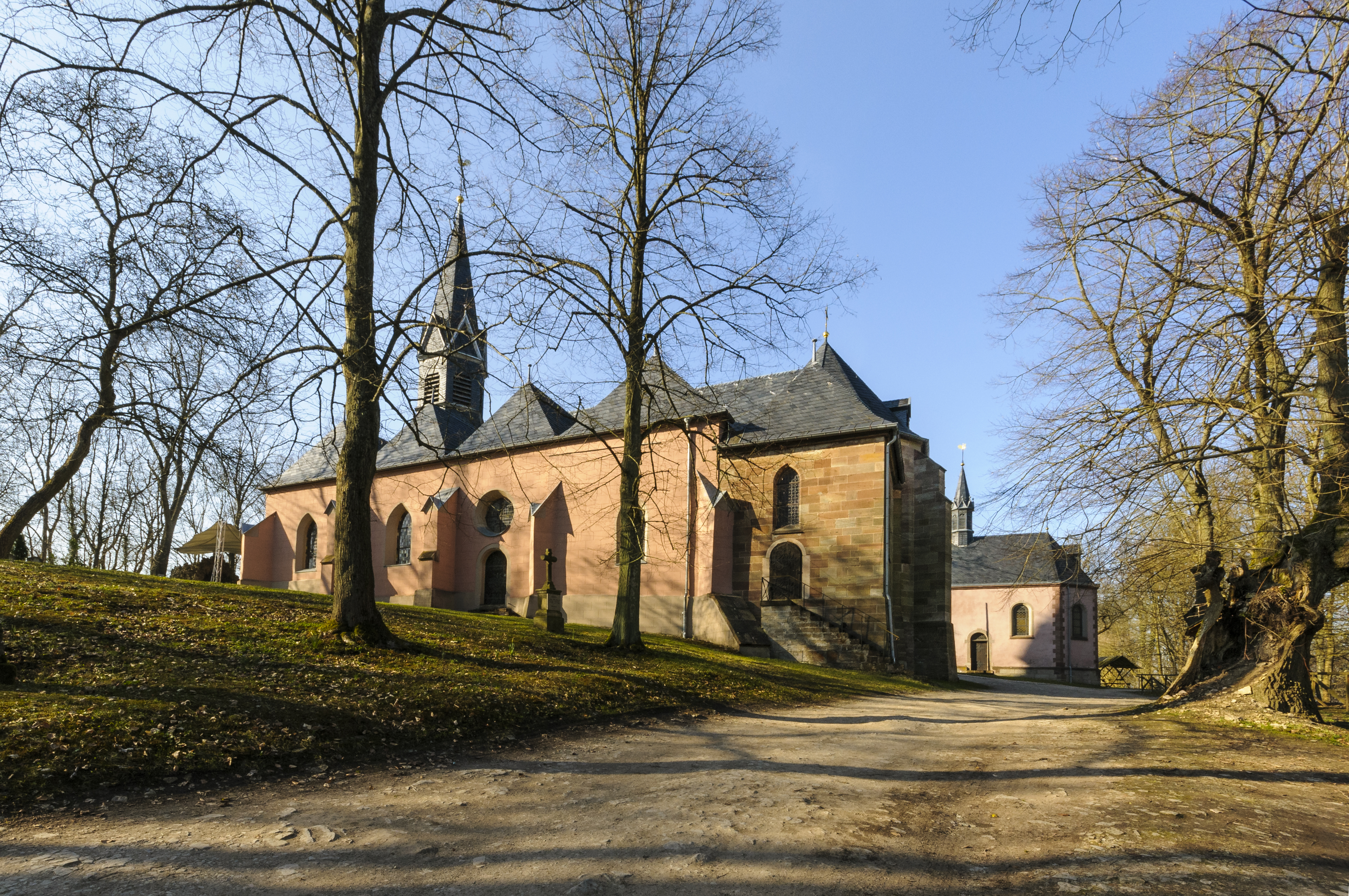
Wallfahrtskirche „Christus der Erlöser“ auf dem Hülfensberg

## Leben
Theodor Wilhelm Gratze begann nach seinem Schulabschluss eine Lehre beim Orgelbaumeister Heinrich Anton Weitz (1798–1871) in Düsseldorf, der auf die Reparatur von Orgeln spezialisiert und auch als Gutachter tätig war.
Anlässlich einer Orgelreparatur in Neviges gewann Gratze Einblicke in das Klosterleben; er trat am 3. Oktober 1844 in Warendorf als Ordensbruder in die Sächsische Provinz (Saxonia) des Franziskanerordens ein und erhielt den Ordensnamen Paschalis.
In der Folgezeit führte Gratze Orgelbauten und -reparaturen für Klöster, hauptsächlich im Raum Westfalen, aus und war darüber hinaus als Sachverständiger tätig. Im Jahr 1852 begleitete er seinen Provinzialminister, Pater Xaverius Kaufmann (* 7. Oktober 1825 in Windhausen (Attendorn) als Friedrich Kaufmann; † 26. September 1888 in Düsseldorf), auf einer Italienreise, die unter anderem nach Rom führte und Einfluss auf seine kurz darauf zunächst mit Reparaturen einsetzende Baumeistertätigkeit hatte. Mit der Erneuerung des Gewölbes der Klosterkirche in Warendorf stieß er erstmals auf die Anerkennung von Fachleuten.
Gratze war als Architekt Autodidakt, führte aber über vierzig Kirchen- und Klosterbauten meist im neogotischen Stil aus, wobei er sich anfangs auch auf Pläne anderer Architekten stützen konnte.
Auch in seinem neuen Arbeitsfeld war er als sachverständiger Gutachter tätig. Die ersten sakralen Bauten befanden sich hauptsächlich im Rheinland und angrenzenden Gebieten. Während des Deutsch-Französischen Kriegs (1870/71) kümmerte sich Gratze um Typhuskranke. Während des Kulturkampfs wurde er vom Düsseldorfer Augenarzt Albert Mooren mit Verwaltung und Umbau seines im Jahr 1870 erworbenen Schlosses Allner bei Hennef betraut. 1888 kehrte Bruder Paschalis ins Kloster zurück, plante und baute bis zu seinem Lebensende wieder Kirchen und Klöster, hauptsächlich im Bereich Eichsfeld und Thüringen.

## Bauten und Entwürfe (Auswahl)
- 1855–1856: Alte Klosterkirche der Franziskaner, Düsseldorf (im Zweiten Weltkrieg zerstört)
- 1858–1859: Hauskapelle des Franziskanerklosters auf dem Apollinarisberg, Remagen (1972 abgerissen)[9]
- 1859–1861: Donatuskapelle, Linz am Rhein[9]
- 1859–1860: Dreifaltigkeitskapelle „Maria von den Engeln“, Zons, Dormagen[9]
- 1862–1866: Herz-Jesu-Kloster mit Klosterkirche der Klarissen in der Kaiserstraße, Düsseldorf-Pempelfort
- 1865–1866: Pfarrkirche St. Maria Hilf, Wuppertal-Dönberg (1983 unter Erhalt des Portals durch Neubau ersetzt)
- 1869:–0000 Stadtkirche St. Marien, Treffurt[8]
- 1870–1872: Kirche St. Josef, Düsseldorf-Oberbilk
- 1872–1882: St.-Jacobus-Kirche, Hilden (nach Entwurf von August Rincklake, von Gratze verändert)[10][11]
- 1874–1876: St.-Franziskus-Kirche, Trills, Erkrath-Hochdahl (nach Entwurf von August Rincklake)[11]
- 1874–1877: Kirche St. Josef, Frintrop, Essen[3]
- 1875–1876: Schloss Allner, Hennef (Umbau im neugotischen Stil)
- 1876–1879: Kirche St. Mariä Geburt, Dilldorf, Essen[3]
- 1882–1883: Pfarrkirche St. Peter und Paul, Offermannsheide, Kürten[7]
- 1884:–0000 Pfarrkirche St. Dionysius, Monheim-Baumberg (1958 durch Neubau ersetzt)
- 1887–1888: Pfarrkirche St. Martin, Rhaunen
- 1887–1888: Pfarrkirche St. Mariä Geburt (Birk), Lohmar
- 1889–1890: Franziskanerkloster Kerbscher Berg mit Priesterhaus und Beichtkapelle, Dingelstädt
- 1890:–0000 Wallfahrtskirche „Christus der Erlöser“ auf dem Hülfensberg, Geismar (Erweiterung)[12]
- 1890–1892: Franziskanerkloster und -kirche, Aachen[7]
- 1892:–0000 „Eichsfelder Dom“ St. Alban, Effelder (Vorgängerkirche von 1717 war 1890 abgebrannt)
- 1895:–0000 Pfarrkirche Mariä Geburt, Gerblingerode, Duderstadt (1970 durch Neubau ersetzt)
- 1896–1898: St.-Stephanus-Kirche, Berlingerode (Entwurf)
- 1896–1897: Kirche Mariä Verkündigung, Breitenberg (Eichsfeld), Duderstadt (Entwurf)
- 1898:–0000 Wallfahrtskapelle Etzelsbach, Steinbach (Eichsfeld), (Entwurf, veränderte Ausführung durch Fritz Cordier)
- 1901–1902: Kirche St. Aloisius, Großtöpfer, Geismar (Entwurf)
- 1908–1911: Kirche St. Philippus und Jakobus, Ershausen, Schimberg (Entwurf)

Den Bau der Kirche St. Josef in Düsseldorf-Oberbilk beendete Gratze wegen Geldmangels mit einem unfertigen Turm, der später 1879 von den Architekten August Rincklake und Caspar Clemens Pickel vollendet wurde.
Gratze starb zwei Tage nach Grundsteinlegung der St.-Stephanus-Kirche in Berlingerode in dem von ihm sechs Jahre zuvor fertiggestellten Franziskanerkloster Kerbscher Berg. Er wurde auf dem Friedhof des Klosters beerdigt. Gratze hinterließ fertige Entwürfe für die Wallfahrtskapelle Etzelsbach sowie die katholischen Kirchen in Breitenberg, Ershausen und Großtöpfer. Der Bau der St.-Stephanus-Kirche wurde von Fritz Cordier vollendet.